# Louis Jacques de Coehorn
Ne doit pas être confondu avec Menno van Coehoorn.
Louis de Coëhorn, né le 16 janvier 1771 à Strasbourg et mort le 29 octobre 1813 des suites de blessures reçues à la bataille de Leipzig, est un général de brigade français du Premier Empire.

## Biographie
Louis Jacques de Coëhorn embrasse le parti des armes à l'âge de 12 ans. Il est lieutenant au régiment d'Alsace en 1789. Il est nommé capitaine en 1792 et fait les campagnes d'Amérique. Revenu en France pour une maladie grave, son grade ne lui est pas rendu et il sert comme simple soldat pendant six mois jusqu'à ce que Hoche le fasse réintégrer. 
Il se distingue dans toutes les campagnes. Après la prise de Kaiserslautern, il veut réprimer les excès d'une colonne de chasseurs qui se livre au pillage et est reçu par des huées. Indigné, Coëhorn menace de punir de mort les pillards et, voyant que sa menace n'est pas prise au sérieux, il en étend un à ses pieds d'un coup de feu et en blesse un autre. Un instant abasourdis, les mutins s'insurgent contre Coëhorn qui, se retournant vers eux, leur fait de nouvelles menaces et se déclare prêt à les recevoir tout en jetant ses armes au sol. Plusieurs de ces hommes se précipitent alors sur lui et il reçoit onze blessures. Quelques officiers parviennent à grand peine à lui sauver la vie.
À la bataille d'Ebersberg le 3 mai 1809, sa division séparée du reste de l'armée par l'incendie du pont sur la Traun, doit lutter pendant trois heures et avec quatre pièces d'artillerie seulement contre 40 000 Autrichiens. Général de brigade depuis 1807, il déploie en cette circonstance la plus grande valeur et Napoléon a comparé cette affaire, vu son importance, au passage du pont de Lodi. Le général Coëhorn se trouve aux batailles d'Aspern, d'Essling, de Wagram, et plus tard à celle de Lützen et de Bautzen. Il a la cuisse emportée par un boulet à la bataille de Leipzig, reste au pouvoir des coalisés et meurt de sa blessure à Leipzig.
Il est surnommé le « Bayard alsacien ».
Il a acheté en 1798 le château d'Ittenwiller.

## Honneurs, hommages et décorations

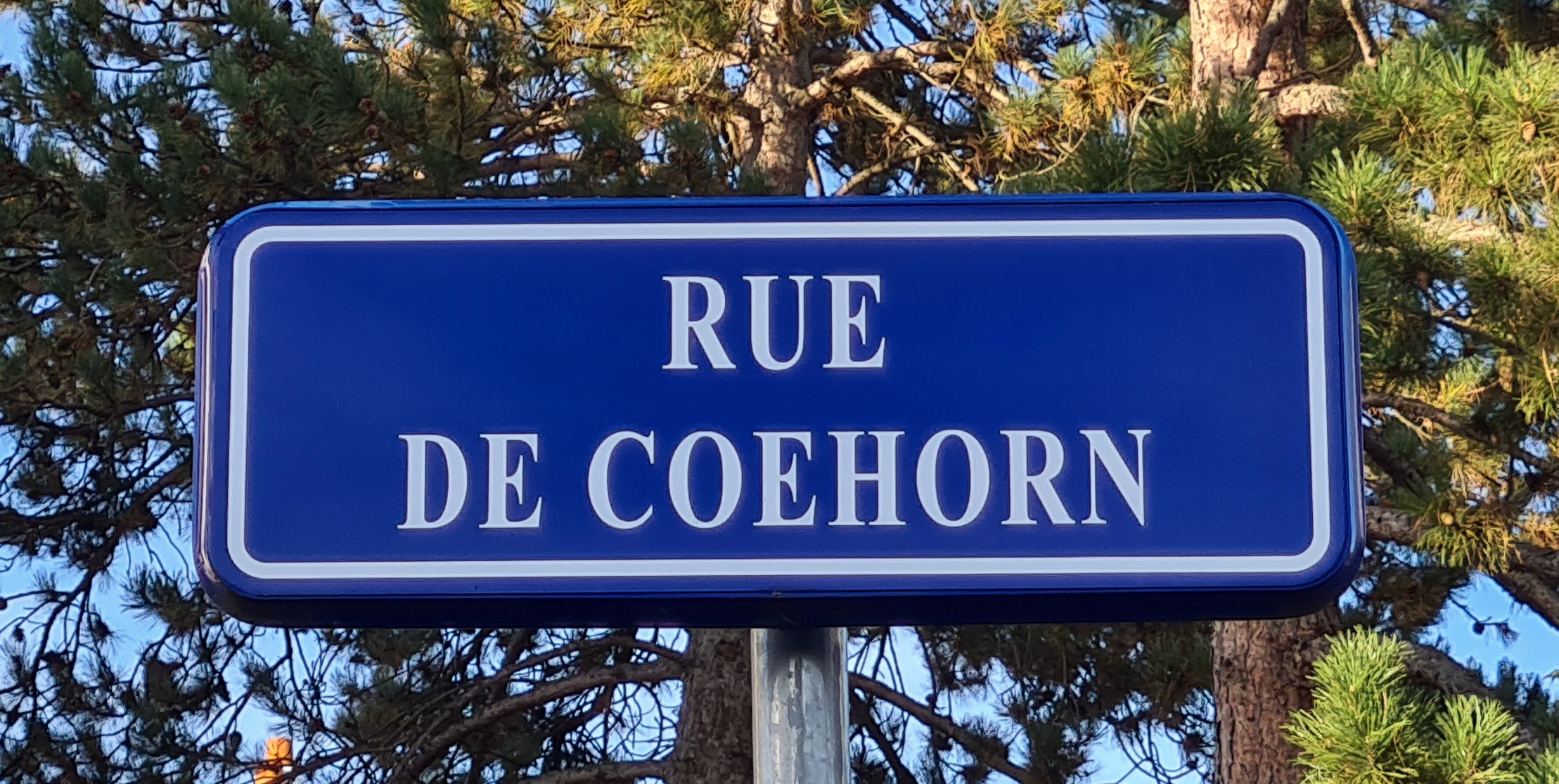
Plaque de rue à Strasbourg.

Le général Coëhorn a été créé baron de l'Empire le 27 novembre 1808.
Depuis 1969, le nom d'une rue de Strasbourg, dans le quartier de la Robertsau, rend hommage à la famille.

## Mariage et descendance
Le 8 janvier 1799, il épouse Sophie de Beyer (1777-1841). Ils ont six enfants :
- Adèle (1800-1870), mariée en 1827 avec Otto von Dunten ;
- Eugène (1801-1881), marié en 1829 avec Édmée Collard (1796-1835), en 1838 avec Eugénie de Turckheim (1816-1839) et en 1841 avec Cécile Cazalot (1817-1870), dont postérité ;
- Mélanie (1802-1880), mariée en 1825 avec Alfred Renouard de Bussière (1804-1887), banquier et homme politique alsacien, président du tribunal de commerce de Strasbourg, directeur de la monnaie de sa ville, puis de la monnaie de Paris et membre du Consistoire supérieur de la confession d'Augsbourg, dont postérité ;
- Edmond (1803-1885), secrétaire d'ambassade ;
- Mathilde (1810-1860), mariée en 1839 à Reinhard von Dalwigk, ancien président du conseil des ministres du grand-duc de Hesse ;
- Sophie (1813-1853), mariée avec Napoléon-Louis de Méneval (1813-1899), dont postérité.

## Sources
- « Louis Jacques de Coehorn », dans Charles Mullié, Biographie des célébrités militaires des armées de terre et de mer de 1789 à 1850, 1852 [détail de l’édition]
- « Cote LH/559/38 », base Léonore, ministère français de la Culture